# Chapelle Saint-Hilaire de Matagne-la-Petite
La chapelle Saint-Hilaire est un édifice religieux catholique classé situé à Matagne-la-Petite dans la commune de Doische en province de Namur (Belgique). Remontant au XIe siècle dans ses parties anciennes la chapelle fut remaniée au XVIIIe. Pendant près de deux siècles elle fut chapelle d'ermitage. 

## Situation
La chapelle se situe en pleine campagne, le long de la rue Saint-Hilaire, une petite route provenant du village de Matagne-la-Petite situé à l'ouest. L'édifice est bâti sur une petite butte dans l'ancien hameau d'Ossogne. il est entouré d'un vieux cimetière ceint d'un mur en pierre calcaire ainsi que par un espace arboré comprenant environ 70 tilleuls à petites feuilles.

## Historique
La chapelle était l'édifice religieux de l'ancien hameau d'Ossogne aujourd'hui disparu. Elle a été construite au cours du XIe siècle. La paroisse est citée dès 1107. La chapelle perd sa fonction de paroisse et est remplacée en 1660 par l'église de Matagne-la-Petite. L'occupation du lieu par des ermites est attestée entre la fin du XVIe siècle et 1777. La chapelle est remaniée du XVIIIe siècle au XXe siècle. Jusqu'au XXe siècle des pèlerins se rendirent en très grand nombre, le deuxième dimanche de mai, à cette chapelle pour y honorer saint Hilaire. L'eau d'une source, toute proche de cette chapelle, est censée guérir des rhumatismes (eau non potable !).

## Description
Cette chapelle est entièrement construite en pierre calcaire de la région de la Calestienne où elle se trouve. L'édifice se compose d'une nef de deux travées. Plusieurs ouvertures initiales ont été murées. L'édifice est surmonté d'un clocheton carré avec croix et girouette. 
L'intérieur possède un plafond décoré en icônes diverses[pas clair] de grande qualité, œuvre de Charles Choiset datant de 1635.
Dans le cimetière, se trouve (le long du mur de gauche par rapport à l'entrée), de manière assez lisible la tombe d'un capitaine estimé de Napoléon Ier et à droite de la chapelle, à côté du chœur, les tombes des membres de la famille Renson, derniers occupants du château de Matagne-La-Petite avant qu'il ne devienne couvent de religieuses carmélites.